# Sutorinski spor
Sutorinski spor je bio granični spor između Crne Gore i Bosne i Hercegovine oko suvereniteta nad područjem Sutorine. Od Berlinskog kongresa 1878. područje Sutorine bilo je u sastavu Bosne i Hercegovine u sastavu Austro-Ugarske i kasnije Kraljevine Jugoslavije, da bi nakon Drugog svjetskog rata 1947. postalo dijelom SR Crne Gore u okviru FNR/SFR Jugoslavije. Nakon raspada Jugoslavije kontrolu nad teritorijem zadržala je Crna Gora, ali su neki bosanskohercegovački dužnosnici tvrdili da je prijenos teritorija bio nezakonit, osporavajući crnogorski suverenitet nad tim područjem. Godine 2015. dvije su države postigle sporazum kojim je Crnoj Gori potvrđen suverenitet nad spornim teritorijem.

## Povijest
Dio obale na zapadnoj strani ulaza u Boku Kotorsku, od rta Kobile do Igala, dug 9.3 km, općenito je poznat kao Sutorina, a uključuje dolinu Sutorine sa 6 sela: Igalo, Sutorina, Sušćepan, Prijevor, Ratiševina i Kruševice, područje od 75 km2.
Rt Kobila bio je granica između Sutorine i Prevlake (Konavle) pod kontrolom Dubrovačke Republike od 1699.
Ovaj izlaz na more bio je predmet dvaju međunarodnih ugovora: Mirom u Srijemskim Karlovcima 1699. regija je (kao i Neum) dodijeljena Bosanskom pašaluku Osmanskog Carstva (čime je Republika Dubrovačka izgubila kopneni kontakt s Mletačkom Republikom), aranžman koji je naknadno potvrđen na Berlinskom kongresu 1878., kada je postao dio Bosne i Hercegovine pod Austro-Ugarskom okupacijom. Nakon Prvog svjetskog rata ulazi u sastav Mostarske oblasti Kraljevine Srba, Hrvata i Slovenaca, a potom i Trebinjskog sreza Zetske banovine u sastavu Kraljevine Jugoslavije. U granicama utvrđenim na 2. zasjedanju AVNOJ-a 1943. godine, Sutorina je uključena u NR Bosnu i Hercegovinu.
Nakon Drugog svjetskog rata, 1947. godine kada su vlasti FNRJ odlučivale o unutarnjim granicama republika sastavnica, Sutorina ulazi u sastav konstitutivne Narodne Republike Crne Gore. Navodno je do toga došlo  zamjenom teritorija između lokalnih komunističkih političara — Avde Hume i Đure Pucara kao predstavnika NR BiH s jedne i Blaža Jovanovića kao predstavnika NR Crne Gore s druge strane — koji su ugovor sklopili uz dopuštenje Josipa Broza Tita i Vladimira Bakarića. NR Bosna i Hercegovina je ustupila teritorije kod Sutorine, Igala i Njivica, a dobila teritorije istočno od rijeke Sutjeske, uključujući i maglićka planinska sela Kruševo i Vučevo. Milovan Đilas kao predsjednik "Komisije za granice" zalagao se da Sutorina pripadne Narodnoj Republici Crnoj Gori. Pretpostavlja se da je imao Titovu podršku.

## Početak 21. stoljeća
Od sredine 2000-ih nekoliko bosanskohercegovačkih političara poput Željka Komšića i Harisa Silajdžića sporadično je pozivalo na “povratak Sutorine u okvire BiH”. Bosna i Hercegovina trenutno ima pristup međunarodnim vodama samo iz Neumskog zaljeva preko hrvatskih unutarnjih voda. Episkop zahumsko-hercegovački Grigorije je 2008. godine službeno zatražio od vlasti Bosne i Hercegovine da se uključe u međunarodnu arbitražu u vezi s obalom kod Igala. Srpska narodna stranka (Crna Gora) objavila je priopćenje u kojem stoji da ako Crna Gora Hrvatskoj prepusti Prevlaku, treba i Sutorinu prepustiti Bosni i Hercegovini. Gradonačelnik Trebinja Božidar Vučurević je 2009. godine ustvrdio da je Sutorina dio Bosne i Hercegovine.
U 2014. godini predsjednik nevladine organizacije AntiDayton Nihad Aličković iznio je nekoliko stavova o sporu oko Sutorine i direktno je proglasio dijelom Bosne i Hercegovine. Stotine nevladinih organizacija pokrenule su pitanje Sutorine na nacionalnoj razini. Glavni cilj je vratiti Sutorinu  Bosni i Hercegovini kako je određeno na Berlinskom kongresu 1878. godine. Ministar Denis Bećirović u Parlamentarnoj skupštini BiH iznio je 24. prosinca prijedlog rezolucije o Sutorini jer je na sjednici 15. siječnja donesen akt o pripajanju Sutorine Crnoj Gori . Rezolucija je trebala zaustaviti taj proces i sve okrenuti na pregovore ili na sud. Nedugo nakon toga, čelnik organizacije AntiDayton Nihad Aličković pokrenuo je novu organizaciju pod nazivom Sutorinska inicijativa s ciljem povratka teritorija Sutorine tvrdeći da je iznošenje slučaja pred Međunarodni sud pravde u Haagu jedini način da se spor riješi.
Predsjednik Crne Gore Filip Vujanović opozvao je 23. siječnja 2015. godine crnogorskog veleposlanika u Bosni i Hercegovini, ocijenivši neprihvatljivim da BiH ima takve tvrdnje. Bosanskohercegovački dužnosnici kazali su da taj potez potvrđuje nesposobnost Crne Gore da dokaže da ima bilo kakva prava na tom teritoriju. Dana 24. veljače održana je rasprava u Parlamentarnoj skupštini Bosne i Hercegovine na kojoj su dužnosnici, akademici, generali i drugi visokopozicionirani građani odlučili da se Sutorina mora vratiti Bosni i Hercegovini, što potvrđuju brojne činjenice u prilog njihovim zahtjevima. Član američkog Kongresa Mike Turner uputio je 25. veljače pismo upozorenja bošnjačkom članu Predsjedništva Bosne i Hercegovine Bakiru Izetbegoviću u kojem navodi da bi, ukoliko BiH ne riješi spor oko Sutorine, SAD mogao obustaviti pomoć BiH. U Sarajevu je 10. ožujka održan sastanak Vijeća bošnjačkih intelektualaca o pitanju Sutorine. Bivši predsjednik Federacije BiH Omer Ibrahimagić izjavio je: “Ovo je prvi put da Bosna i Hercegovina odlučuje o svojim granicama u posljednje 552 godine”. Dodatno je rekao da je Bosna i Hercegovina ušla u Jugoslaviju sa Sutorinom u svojim granicama i da je s njom trebala i izaći. O mogućnosti tužbe Crne Gore pred Međunarodnim sudom rekao je: "Hrvatska, Slovenija i Srbija će se pojaviti pred Međunarodnim sudom pravde zbog svojih graničnih sporova, pa zašto bi se Bosna samo odrekla Sutorine?" Vlade Bosne i Hercegovine i Crne Gore potpisale su 26. kolovoza u Beču sporazum o granici kojim je Crna Gora dobila suverenitet nad Sutorinom. Skupština Crne Gore ratificirala je sporazum 28. prosinca, a Predsjedništvo Bosne i Hercegovine 12. siječnja 2016. godine. Sporazum je stupio na snagu 20. travnja.

## Vanjske poveznice
- Nedim Tuno; Admir Mulahusić; Mithad Kozličić; Zvonko Orešković. Prosinac 2011. Border Reconstruction of Bosnia and Herzegovina's Access to the Adriatic Sea at Sutorina by Consulting Old Maps. Cartography and Geoinformation. Croatian Cartographic Society. 10. ISSN 1333-896X
- Denis Bećirović. Prosinac 2014. Sutorina resolution by the Parliamentary Assembly of Bosnia and Herzegovina. Parliamentary Resolutions. Parliamentary Assembly of Bosnia and Herzegovina. 10 |url-status=dead zahtijeva |archive-url= (pomoć)